# Аджака
Дада Аджака (XIV ст.) — 2-й алаафін (володар) держави Ойо.

## Життєпис
Відповідно до усних переказів був сином Ораньяна, засновника держави Ойо. Після смерті останнього успадкував трон. Втім мав добру вдачу, більше уваги приділяв внутрішнім справам та підтримці мистецтва, відмовившись від грабіжницьких походів. Тому був повалений та замінений на троні зведеним братом Шанґо. Аджака перебрався до міста-держави Ігбохо.
Через 7 років, поваливши Шанго, вдруге посів трон. Цього разу виявив войовничість до сусідів. Спочатку атакував народ тапа, вожді якого по материнській лінії були родичами Шанґо. Впровадив посаду басонура (на кшталт першого міністра).
Саме за його правління стали застосовувати на великих святах священний барабан Огідігбо. Після його смерті трон посів син Аганджу.